# Lijst van voetbalinterlands Australië - Nigeria (vrouwen)
Deze lijst van voetbalinterlands is een overzicht van alle officiële voetbalinterlands tussen de nationale vrouwenteams van Australië en Nigeria. De landen hebben tot nu toe twee keer tegen elkaar gespeeld.

## Wedstrijden
| № | Plaats   | Datum        | Competitie | Wedstrijd           | Uitslag |
| - | -------- | ------------ | ---------- | ------------------- | ------- |
| 1 | Winnipeg | 12 juni 2015 | WK 2015    | Australië − Nigeria | 2 − 0   |
| 2 | Brisbane | 27 juli 2023 | WK 2023    | Australië − Nigeria | 2 − 3   |

## Samenvatting
| Competitie   | Totaal gespeeld | Winst Australië | Gelijk | Winst Nigeria | Doelsaldo Australië – Nigeria |
| ------------ | --------------- | --------------- | ------ | ------------- | ----------------------------- |
| WK-eindronde | 2               | 1               | 0      | 1             | 4 − 3                         |
| Totaal       | 2               | 1               | 0      | 1             | 4 − 3                         |